# Talmenkai járás
A Talmenkai járás (oroszul: Тальменский район) Oroszország egyik járása az Altaji határterületen. Székhelye Talmenka.

A Talmenkai járás az Altaji határterületen

## Népesség
- 1989-ben 48 569 lakosa volt.
- 2002-ben 48 287 lakosa volt, melyből 44 323 orosz, 1 653 német, 640 ukrán, 288 mordvin, 272 örmény, 224 csuvas, 210 fehérorosz, 143 tatár stb.
- 2010-ben 46 770 lakosa volt.